# Johann Rosenzopf
Johann Rosenzopf (nascido a 22 de Abril de 1939 em Klagenfurt) é um antigo gestor industrial austríaco, que entretanto se retirou. Desenvolveu a ideia dos Jogos Olímpicos da Juventude oficiais, que foram introduzidos em 2007 pelo Comité Olímpico Internacional (COI).
Rosenzopf desenvolveu a ideia, primeiramente, em 1998, quando entrou em contacto com o Comitê Olímpico Australiano (ÖOC) e com o COI, apresentando a ideia dos Jogos Olímpicos da Juventude. Nos anos seguintes promoveu a sua ideia, mas de início o COI não estava a favor da criaão de mais eventos multidesportivos internacionais. Disseram a Rosenzopf que receavam a sobrecarga do calendário desportivo para os jovens e receavam que os custos fossem demasiado altos..
Contudo, em Julho de 2007, o COI declarou a introdução dos Jogos Olímpicos para os mais jovens.
Finalmente, em Novembro de 2010, o COI atribuiu a iniciação da ideia dos Jogos Olímpicos da Juventude a Rosenzopf: Jacques Rogge, Presidente do COI, declarou num comunicado oficial que Rosenzopf "fez uma contribuição maior e forneceu bastante ímpeto à visão global de criar os Jogos Olímpicos da Juventude"..